# Lester Benjamin
Lester Benjamin, född 14 september 1963, är en friidrottare från Antigua och Barbuda. Han deltog vid olympiska sommarspelen 1984.